# Еџвотер (Флорида)
Еџвотер (енгл. Edgewater) град је у америчкој савезној држави Флорида. По попису становништва из 2010. у њему је живело 20.750 становника.

## Демографија
Према попису становништва из 2010. у граду је живело 20.750 становника, што је 2.082 (11,2%) становника више него 2000. године.
| Група             | 2000.          | 2010.          |
| Белци             | 17.724 (94,9%) | 18.972 (91,4%) |
| Афроамериканци    | 263 (1,4%)     | 542 (2,6%)     |
| Азијати           | 100 (0,5%)     | 187 (0,9%)     |
| Хиспаноамериканци | 365 (2,0%)     | 713 (3,4%)     |
| Укупно            | 18.668         | 20.750         |